# Trapt
Trapt är ett amerikanskt rock/metal-band bildat 1997 och baserat i Los Angeles.

## Medlemmar
Nuvarande medlemmar
- Chris Taylor Brown – sång, rytmgitarr (1997—)
- Pete Charell – basgitarr (1997–)
- Brendan Hengle – sologitarr (2016–)
- Mike Smith – trummor (?–)

Tidigare medlemmar
- Simon Ormandy – sologitarr (1997–2008)
- David Stege – trummor (1997–2000)
- Robin Diaz – trummor (2000–2001)
- Aaron "Monty" Montgomery – trummor, slagverk (2001–2012)
- Robb Torres – sologitarr (2008–2013)
- Travis Miguel — sologitarr (2013)
- Dylan Thomas Howard — trummor (2012–?)
- Ty Fury – sologitarr (2014–2016)

## Diskografi
Studioalbum
- Amalgamation (1999)
- Trapt (2002)
- Someone in Control (2005)
- Only Through the Pain (2008)
- No Apologies (2010)
- Headstrong (2011)
- Reborn (2013)
- DNA (2016)
- Shadow Work (2020)

Livealbum
- Trapt Live! (2007)

EP
- Glimpse (2000)
- Trapt EP (2004)

Singlar
- "Echo" (2003)
- "Headstrong" (2003)
- "Still Frame" (2004)
- "Stand Up" (2005)
- "Waiting" (2006)
- "Stay Alive" (2007)
- "Who's Going Home With You Tonight?" (2008)
- "Contagious" (2009)
- "Sound Off" (2010)

Samlingsalbum
- Headstrong - Greatest Hits (2013)
- Snapshot (2013)
- The Acoustic Collection (2014)